# Gervasio Vilca Vilca
Gervasio Juan Vilca Vilca (Santa Lucía, Lampa, Perú; 19 de junio de 1965) es Actor, Comunicador Social y Político Peruano. Fue alcalde distrital de Santa Lucía.

## Biografía
Nació en Santa Lucía, el 19 de junio de 1965. Realizó sus estudios secundarios en el colegio José Carlos Mariategui de Santa Lucía y los estudios superiores en la Universidad Nacional del Altiplano de Puno, Fue docente del curso de didáctica de la expresión artística y artes escénicas de la Unidad de Posgrado de la Facultad de Ciencias Sociales de la UNA-Puno

## Carrera política
Su carrera política se inicia en las elecciones de 2010, donde fue elegido alcalde de Santa Lucía para el periodo 2011 hasta 2014, logró el 39.109 % de los votos válidos.